# La Vérité sur les femmes
Pour plus de détails, voir Fiche technique et Distribution.
La Vérité sur les femmes (The Truth About Women) est un film britannique réalisé par Muriel Box, sorti en 1957.

## Synopsis
Lorsque son gendre vient à lui avec une triste histoire d'une relation malheureuse et la conviction que toutes les femmes sont impossibles à aimer, le vieux Sir Humphrey Tavistock le remet tranquillement sur le droit chemin.
Tavistock le régale d'anecdotes vieilles de plusieurs décennies sur des amants retrouvés et des amours perdues. On croise en flash-back la libre-pensée Ambrosine Viney, femme indépendante en avance sur son temps, et la sophistiquée Louise Tiere, épouse de diplomate. Il y en a d'autres aussi, dont une que Tavistock adore et épouse, pour la perdre à jamais lors de l'accouchement.

## Fiche technique
- Titre français : La Vérité sur les femmes[1]
- Titre original anglais : The Truth About Women
- Réalisation : Muriel Box
- Scénario : Muriel Box et Sydney Box
- Photographie : Otto Heller
- Montage : Anne V. Coates
- Musique : Bruce Montgomery
- Pays d'origine : Royaume-Uni
- Format : Couleurs
- Genre : comédie
- Date de sortie : 
  - Royaume-Uni : 1957
  - France : 29 novembre 1961[1]

## Distribution
- Laurence Harvey : Sir Humphrey Tavistock
- Julie Harris : Helen Cooper
- Diane Cilento : Ambrosine Viney
- Mai Zetterling : Julie
- Eva Gabor : Louise Tiere
- Roland Culver : Charles Tavistock
- Wilfrid Hyde-White : Sir George Tavistock
- Marius Goring : Otto Kerstein
- Elina Labourdette : Comtesse
- Griffith Jones : Sir Jeremy
- Lisa Gastoni : Mary Maguire
- John Glyn-Jones : Raven
- Ambrosine Phillpotts : Lady Tavistock
- Bryan Coleman
- Ernest Thesiger : Juge
- Christopher Lee : Francois Thiers
- Robert Rietty : Sultan